# Milan Ivanović
Milan Ivanović (ser. Милан Ивановић; Sivac, 21 dicembre 1960) è un allenatore di calcio ed ex calciatore jugoslavo naturalizzato australiano, di ruolo difensore.

## Carriera

### Club
Soprannominati The Surgeon (in italiano "Il Chirurgo") per la sua abilità nell'interrompere gli attacchi avversari e sganciarsi verso il centro del campo, Ivanović iniziò a giocare nel 1978 nella Stella Rossa.
Fino al 1989 giocò in Jugoslavia, con due brevi esperienze con l'OFK Belgrado e il Radnički Niš, dopo le quali ritornò sempre alla Stella Rossa.
Nel 1989 si trasferì in Australia, dove giocò nell Adelaide City nella National Soccer League, formando una coppia formidabile con Alex Tobin con cui fu per anni colonna della difesa dell'Adelaide City e della Australia.
Dopo aver smesso di giocare nel 2000, nel 2007, all'età di 47 anni, Ivanović disputò una stagione nella South Australian Premier League con i Northern Demons, segnando 16 gol.

### Nazionale
Ivanović debuttò con la Nazionale australiana nel 1991 contro la Cecoslovacchia e l'ultima, con la fascia di capitano al braccio nel 1998 contro il Giappone. Con i Socceroos ha disputato in totale 59 partite più altre 10 non ufficiali nel 1993 contro squadre di club europee e sudamericane e una con l'Australia Under-19 e una con l'Australia Under-23 nel 1992.
Nel 2000 è stato scelto come componente della "Squadra del Secolo" della Nazionale australiana dai votanti di un sondaggio fatto da RSSSF e nel 2003 è stato inserito nella "Hall of Champions" della FFA.

### Allenatore
Ivanović ha allenato alcune piccole squadre nel South Australia come l'Enfield City Falcons e il White City Woodville, squadra che salvò dalla retrocessione nel 2006.

## Palmarès

### Club

#### Competizioni nazionali
- Campionato jugoslavo: 2

Stella Rossa: 1979-1980, 1980-1981
- Coppa di Jugoslavia: 1

Stella Rossa: 1982
- Campionato australiano: 2

Adelaide City: 1991-1992, 1993-1994
- Coppa d'Australia: 2

Adelaide City: 1989, 1991-1992

### Nazionale
- Coppa d'Oceania: 1

1996

### Individuale
- Medaglia Johnny Warren: 1

1991
- Medaglia Joe Marston: 1

1993
- "Squadra del Secolo" dell'Australia

2000
- Hall of Champions FFA

2003